# Elizabeth Eckford
Elizabeth Ann Eckford (Little Rock, 1941) és una de les Little Rock Nine, un grup d'estudiants afroamericans que, el 1957, van ser els primers estudiants negres que van assistir a classes a l'escola secundària Little Rock Central de Little Rock. La integració es va produir com a resultat del cas judicial Brown contra el Consell d'Educació. El calvari que va passar públicament Eckford després d'aquesta resolució judicial passant pel carrer va ser capturat pels fotògrafs de premsa el matí del 4 de setembre de 1957, després que la Guàrdia Nacional d'Arkansas li impedís l'entrada a l'escola. Una instantània dramàtica de Johnny Jenkins, de la United Press (UP), mostrava a la jove seguida i amenaçada per una multitud blanca enfadada; aquesta i altres fotos dels sorprenents esdeveniments del dia van ser distribuïdes pels Estats Units i el món per la premsa.
La fotografia més coneguda de l'esdeveniment va ser presa per Will Counts de l'Arkansas Democrat. La seva imatge va rebre de manera unànime el Premi Pulitzer de 1958, però per rivalitats entre mitjans el premi finalment va ser per a un altre fotògraf per una agradable fotografia d'un nen de dos anys a Washington., DC. La foto de l'any del 1957 va ser del mateix dia però a Alex Wilson, un reporter negre del Memphis Tri-State Defender que va ser colpejat per la multitud enutjada a Little Rock el mateix dia. Aquesta imatge va impulsar el president Dwight David Eisenhower a enviar tropes federals a Little Rock.

## Antecedents
El 4 de setembre de 1957, Eckford i altres vuit estudiants afroamericans (coneguts com els Little Rock Nine) van intentar sense èxit entrar a l'escola secundària Little Rock Central, que havia estat segregada. Una multitud enfadada d'uns 400 va envoltar l'escola aquell dia, amb la complicitat de la Guàrdia Nacional d'Arkansas.
Eckford, de quinze anys, va intentar entrar a l'escola, mentre que soldats de la Guàrdia Nacional, sota les ordres del governador d'Arkansas, Orval Faubus, es van posar enmig per evitar que entrés. Finalment, es va rendir i va intentar fugir a una parada d'autobús a través de la multitud de segregacionistes que l'envoltaven i l'amenaçaven amb el linxament. Un cop Eckford va arribar a la parada d'autobús, no va poder deixar de plorar. Un reporter, Benjamin Fine, pensant en la seva pròpia filla de 15 anys, es va asseure al costat d'Eckford. Va intentar consolar-la i li va dir: "que no et vegin plorar". Aviat, també la va protegir una dona blanca anomenada Grace Lorch que la va escortar a un autobús urbà.
El pla original era que els nou fills arribessin junts, però quan es va canviar el lloc de reunió la nit anterior, com que la família Eckford no tenia telèfon, Elizabeth se'n va assabentar. Daisy Bates, una forta activista per a la dessegregació, va donar instruccions perquè els nous estudiants l'esperessin perquè poguessin caminar tots junts fins a l'entrada posterior de l'escola. Aquest canvi d'última hora va provocar que Elizabeth fos la primera en fer una ruta diferent cap a l'escola, caminant fins a l'entrada principal completament sola. La família d'Elizabeth Eckford no va ser informada de la reunió i no sabia que el consell escolar havia demanat als pares que l'acompanyessin. A més, Eckford anava sola amb un autobús públic fins a l'escola segregada. Aquell dia, Elizabeth portava un vestit blanc i negre emmidonat i es va tapar la cara sota unes ulleres de sol negres. Elizabeth també tenia el seu llibre escolar a la mà. Mentre caminava cap a l'escola, Elizabeth estava envoltada per una multitud de guàrdies armats i una munió de gent, i no va veure cap cara negra. La multitud incloïa homes, dones i adolescents (estudiants blancs) que s'oposaven a la integració. Els adolescents blancs van cantar "Dos, quatre, sis, vuit, no ens integrarem". Elizabeth va intentar entrar a l'escola a través de la multitud, però se li va denegar l'entrada. Eckford es va dirigir cap a una parada d'autobús al final del bloc. Eckford va descriure la seva experiència: 
| « | Em vaig quedar mirant l'escola; semblava tan gran! Just aleshores els guàrdies van deixar passar alguns estudiants blancs. La multitud estava tranquil·la. Suposo que esperaven a veure què passaria. Quan vaig poder estabilitzar els genolls, vaig anar cap al guàrdia que havia deixat entrar els estudiants blancs. No es va moure. Quan vaig intentar passar per davant, va aixecar la baioneta i els altres guàrdies es van instal·lar i van aixecar les baionetes. Em van mirar amb una mirada mesquina i estava molt espantada i no sabia què fer. Em vaig girar i la multitud va venir cap a mi. S'acostaven cada cop més. Algú va començar a cridar: "Arrossegueu-la sobre aquest arbre! Ataquem aquell negre!"" | » |

Durant les dues setmanes següents, els Little Rock Nine es van quedar a casa a estudiar en lloc d'anar a l'escola secundària Little Rock Central. El president Dwight D. Eisenhower era reticent a fer res sobre la multitud o els disturbis. Eisenhower va convocar a Orval Faubus, el governador d'Arkansas per intervenir i va demanar la retirada de totes les tropes de l'escola secundària després de l'experiència d'Elizabeth Eckford intentant entrar a l'escola la primera vegada.
El 23 de setembre de 1957, el Little Rock Nine es va apropar de nou a Central High i a Elizabeth Eckford, juntament amb els altres vuit estudiants, acompanyats de policies de la ciutat, se'ls va permetre entrar a l'institut per una porta lateral. Va descriure la reacció de la següent manera: 
| « | La multitud va deixar escapar un rugit de ràbia. "Han entrat", va cridar un home ... Un cop els Little Rock Nine van entrar a l'escola, es van separar. La multitud es va infiltrar a l'escola i, sota amenaces de mort, els nou van ser traslladats a l'oficina del director. Un dels nou funcionaris va dir: "És possible que haguem de deixar que la multitud agafi un d'aquests nens, de manera que podem distreure'ls el temps suficient per treure els altres." | » |

Tot i que algun dia Elizabeth Eckford seria coneguda com a membre del Little Rock Nine, en aquest moment de la jornada escolar, estava tota sola, convertint-se en la primera estudiant afroamericana que entrava en un institut blanc del sud.
La Guàrdia Nacional d'Arkansas, sota les ordres del governador, i una multitud enfadada d'unes 400 persones van envoltar l'escola i els van impedir l'entrada. El 23 de setembre de 1957, una multitud d'unes 1000 persones va tornar a envoltar l'escola mentre els estudiants intentaven entrar. L'endemà, el president Eisenhower va prendre el control de la Guàrdia Nacional d'Arkansas del governador i va enviar la 101a Divisió Aerotransportada per acompanyar els estudiants a l'escola per protegir-los. Tant les tropes federals com els guàrdies nacionals federalitzats van ser desplegats a l'escola durant tot el curs escolar, tot i que no van poder evitar incidents de violència contra el grup que hi havia a l'interior, com ara que Eckford fos llançada per una escala.
Totes les escoles secundàries de la ciutat es van tancar l'any següent, de manera que Eckford no es va graduar a l'escola secundària central. Tanmateix, havia pres correspondència i cursos nocturns que obtenien prou crèdits per obtenir el títol de batxillerat. El 1958, a la National Association for the Advancement of Colored People (NAACP), Eckford i la resta de Little Rock Nine van rebre la Medalla Spingarn, igual que la Sra. Bates.

## Vida posterior
Eckford va ser acceptada pel Knox College a Illinois, però va optar per tornar a Little Rock per estar a prop de la seva família. Posteriorment va assistir a la Central State University de Wilberforce, on va obtenir una llicenciatura en història. El 2018, Eckford va rebre un doctorat honorari del Knox College.
Eckford va servir a l'Exèrcit dels Estats Units d'Amèrica durant cinc anys, primer com a empleada i després com a especialista en informació. També va escriure per al diari Fort McClellan (Alabama) i el Fort Benjamin Harrison (Indiana). Després d'això, ha treballat com a cambrera, professora d'història, treballadora assistencial, entrevistadora d'atur i reportera militar.
El 1997, va compartir el Premi Pare Joseph Biltz —entregat per la Conferència Nacional per a la Comunitat i la Justícia— amb Hazel Bryan Massery, una estudiant llavors segregacionista de la Central High School que va aparèixer en diverses de les fotografies del 1957 que cridaven a la jove Elizabeth. Durant la concentració de reconciliació de 1997, les dues dones van fer discursos junts. Però més tard la seva amistat es va trencar, amb Eckford reflexionant: "[Hazel] volia que em curés i que acabés amb això i que això no continués més. Volia que em sentís menys incòmoda perquè no se sentís responsable". El 1999, el president Bill Clinton va lliurar el premi civil més alt de la nació, la Medalla d'Or del Congrés, als membres del Little Rock Nine.
El matí de l'1 de gener de 2003, un dels dos fills d'Eckford, Erin Eckford, de 26 anys, va ser assassinat per trets per la policia a Little Rock. L' Arkansas Democrat-Gazette va informar que els agents de policia havien intentat desarmar-lo sense èxit després d'haver disparat diversos trets del seu rifle. Quan Eckford va apuntar el seu rifle cap a ells, els agents de policia el van disparar. La seva mare temia que la seva mort fos "un suïcidi per part de la policia". Va dir que Erin havia patit malalties mentals, però que no havia pres la medicació prescrita durant diversos anys. El diari va informar més tard que els fiscals que investigaven el tiroteig mortal havien decidit que els trets dels agents de policia estaven justificats.
El 2018, 60 anys després de deixar Little Rock Central High, Eckford va explicar la seva història a la seva primera autobiografia, The Worst First Day: Bullied While Desegregating Little Rock Central High. El llibre va ser escrit juntament amb la doctora Eurydice Stanley i Grace Stanley de Pensacola, Florida. Grace tenia 15 anys quan treballava en el projecte, la mateixa edat que tenia Eckford quan va abandonar Central High. El pitjor primer dia explica les experiències d'Eckford en vers. Inclou l'obra gràfica de Rachel Gibson i la fotografia de Will Counts. Eckford va viatjar a Nova Zelanda el 2019 per ensenyar la història dels drets civils nord-americans a més de 4.000 estudiants amb el doctor Stanley a petició del professor de secundària Roydon Agent, autor de Public Image, Private Shame.

## Representacions de mitjans
L'actriu Lisa Marie Russell va interpretar a Eckford a la pel·lícula de Disney Channel The Ernest Green Story (1993). Amandla Stenberg va interpretar a Eckford durant un segment del programa Drunk History (2019).